# 西渓湿地北駅
西渓湿地北駅（せいけいしっちきたえき）は、中華人民共和国浙江省杭州市西湖区文二西路と蔣墩路の交差点に位置する杭州地下鉄19号線の駅。将来的には14号線も当駅への乗り入れが計画されており、乗換駅になる予定である。

## 歴史
- 2022年9月22日：開業[2]。

## 駅構造
19号線は島式ホーム1面2線を有する地下駅。
将来的に開業が予定されている14号線のホームは相対式ホーム2面2線の地下駅。14号線コンコースの一部は既に完工しているものの、未だ使用されていない。

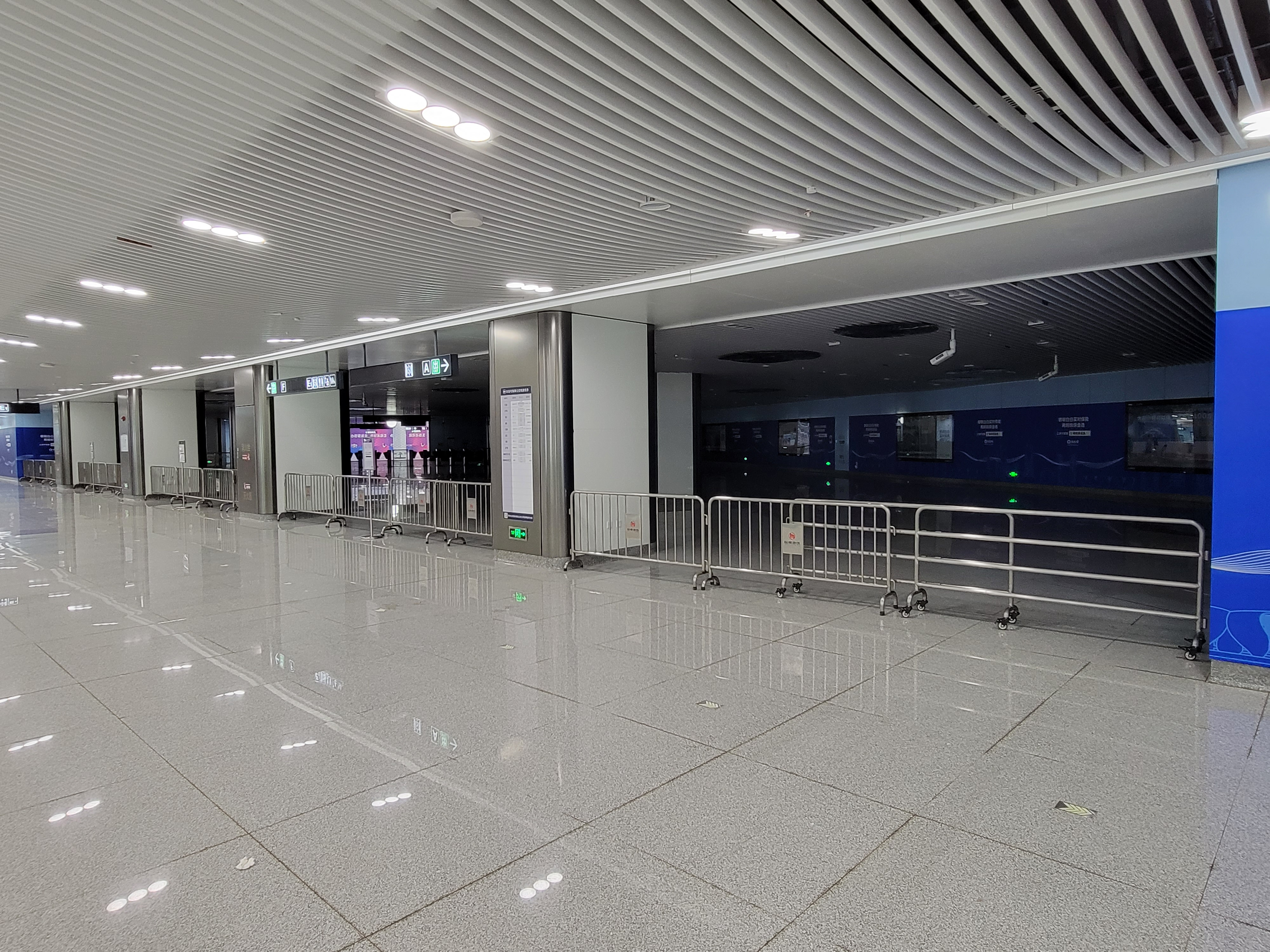
未開放のコンコース（2022年10月）

### のりば
案内上ののりば番号は設定されていない。
| 路線     | 方向 | 行先                                          |
| -------- | ---- | --------------------------------------------- |
| ■ 19号線 | 下り | 火車西站・苕渓方面                            |
| ■ 19号線 | 上り | 火車東站（東広場）・ 蕭山国際機場・永盛路方面 |

（出典：站内空间示意图）

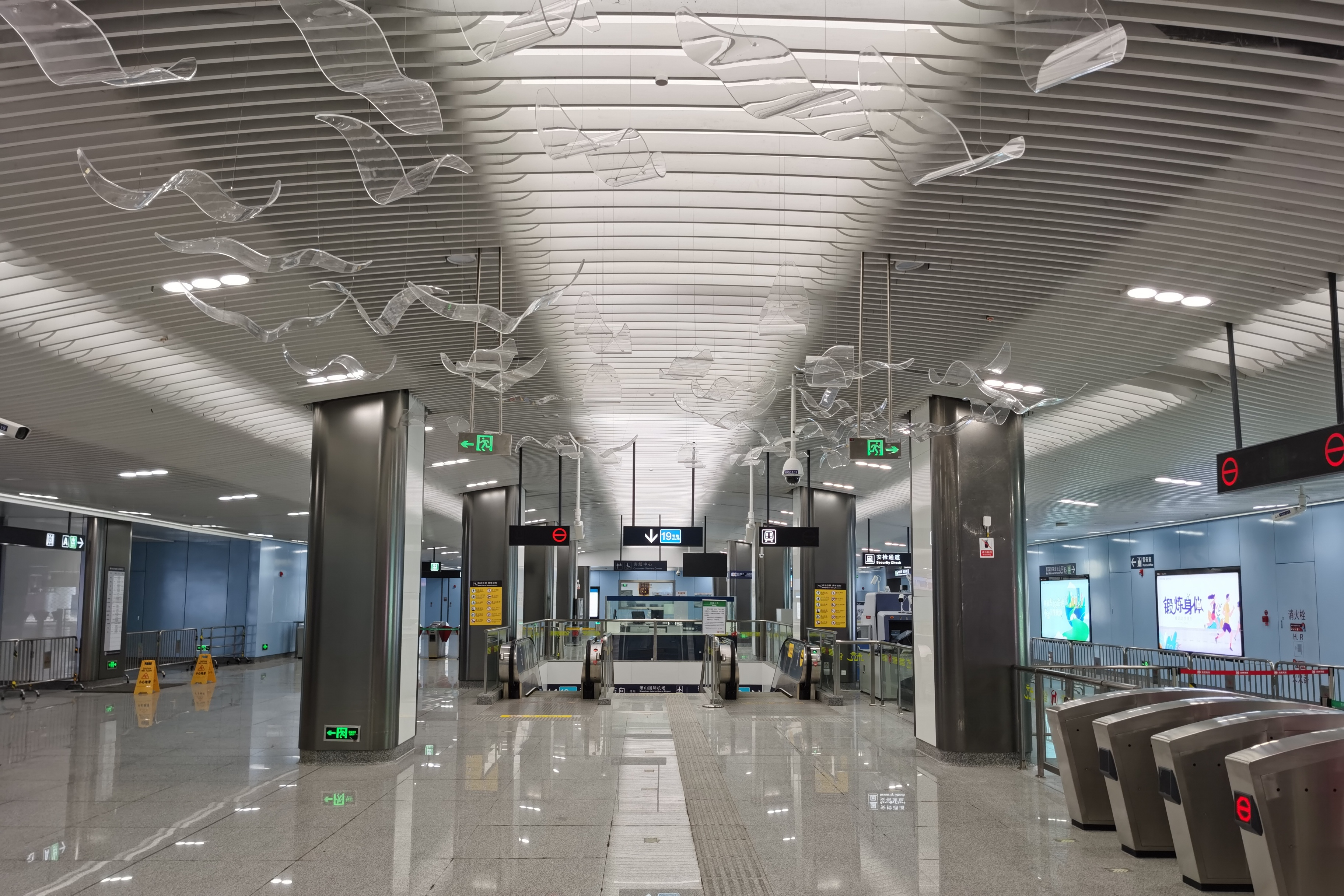
コンコース
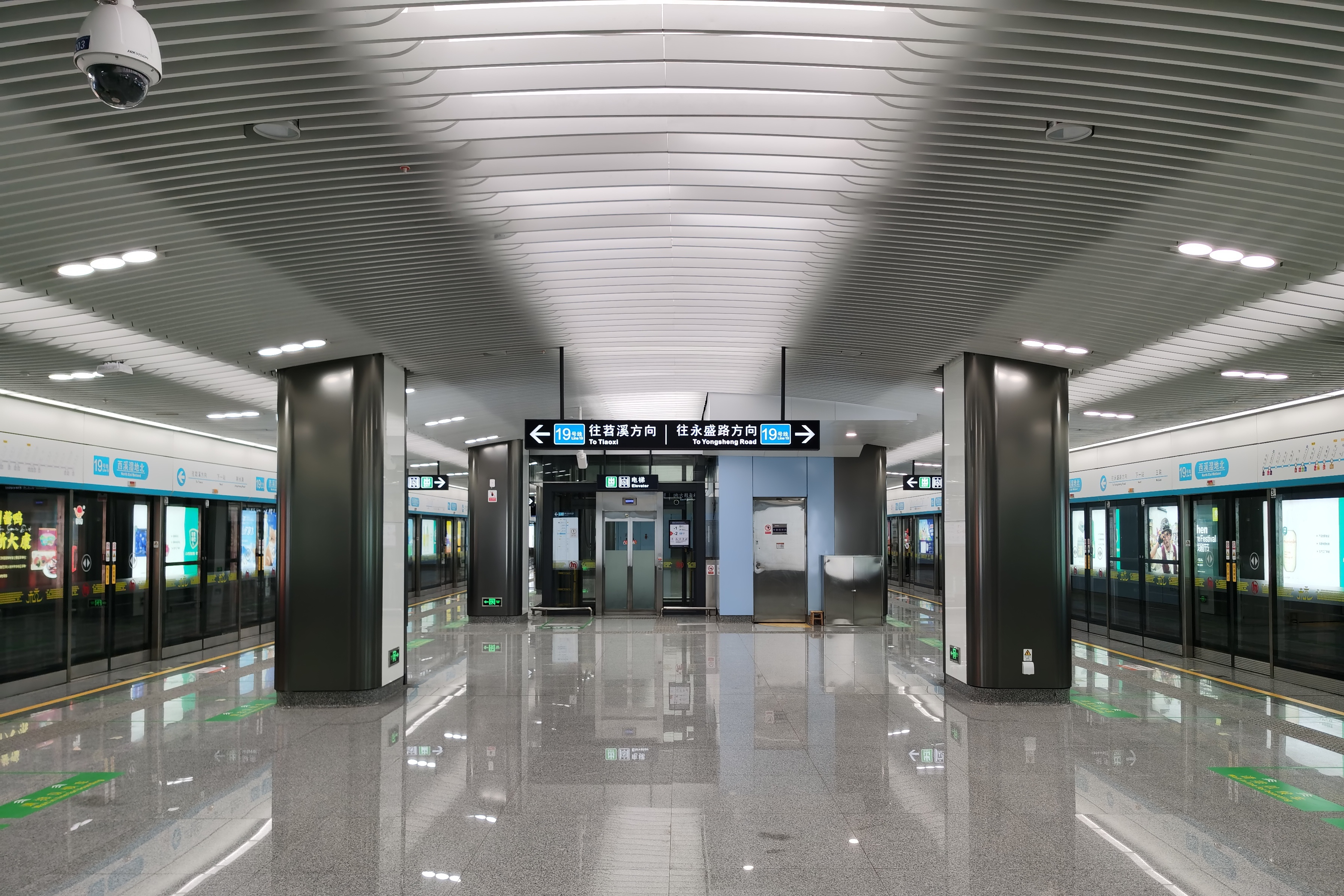
ホーム

## 駅周辺
- 西渓国家湿地公園
- 西湖区文体中心
- 雲瀾谷商務中心
- 雲起中心
- 西渓壹号
- 西渓銀座

## 隣の駅
杭州地下鉄
■ 19号線
荊長路駅 - 西渓湿地北駅 - 五聯駅